# James Hartley Ashworth
Pour les articles homonymes, voir Ashworth.
James Hartley Ashworth est un zoologiste britannique, né le 2 mai 1874 à Accrington, Lancashire et mort le 4 février 1936 à Édimbourg.

## Biographie
Il étudie à Burnley, dans le Lancashire, puis à l’Owen's College de Manchester, où il obtient un Bachelor of Sciences en 1895. Il y suit les cours de Arthur Milnes Marshall (1852-1893) qui vont l’inciter à s’orienter vers la zoologie. Il part à Londres où il obtient un Doctorat of Sciences en 1899. C’est en 1898 qu’il fait paraître sa première publication sur l’anatomie du genre Xenia (Alcyonarian). F.W. Gamble et lui étudient l’anatomie du ver du genre Arenicola. Il séjourne à la station zoologique de Naples, l’un des centres de recherche les plus actifs en zoologie des invertébrés de l’époque.
Il fait sa carrière à l’université d'Édimbourg où il est assistant (1900), maître assistant (1901), professeur de la zoologie des invertébrés (de 1919 à 1927), de zoologie (de 1927 à 1936) et enfin d’histoire naturelle. Il se marie avec Clara Hough en 1901. En 1905, il commence à donner des cours en zoologie médicale.
À Édimbourg, il continue d’étudier la biologie des arénicoles. Il entreprend l’étude de la systématique des Arenicolidae qui paraît 1912 comme la première partie du Catalogue of the Chaetopoda in the British Museum. Ashworth étudie alors les vers géants Halla parthenopeia, Polychaeta, de Naples qui atteignent une longueur d’un mètre et Aglaurides fulgida de Zanzibar. À partir du milieu des années 1910, il s'intéresse aux populations de moustiques d’Écosse et étudie la fréquences dans le pays d’espèces comme Anopheles plumbeus, A. bifurcatus ou A. maculipennis. En 1923, il fait paraître une étude sur un ver découvert dans un polype du nez d’un étudiant originaire de Kochi (Inde).
Il est membre de la Royal Society (1917), de la Royal Society of Edinburgh (1911, vice-président de 1923 à 1926, et de nouveau de 1930 à 1933) et d’autres sociétés savantes.

## Sources
- Sydney John Hickson (1936). James Hartley Ashworth. 1874-1936, Obituary Notices of Fellows of the Royal Society, 2 (5) : 204-211.  (ISSN 1479-571X)
- C.D. Waterston et A. Macmillan Shearer (2006). Former Fellows of The Royal Society of Edinburgh, 1783–2002 (deux volumes), Royal Society of Edinburgh (Edinburgh) : 1024 p.  (ISBN 0-902-198-84-X)